# Кароцијере
Кароцијере је насеље у Италији у округу Сиракуза, региону Сицилија.
Према процени из 2011. у насељу је живело 1394 становника. Насеље се налази на надморској висини од 12 м.